# National Policing Improvement Agency
Il National Policing Improvement Agency (NPIA) è un non-departmental public body britannico che si occupa della pubblica sicurezza e del supporto per le forze di polizia per quanto riguarda l'Information Technology e l'Information Sharing.
La NPIA è attiva ufficialmente dall'aprile 2007, sebbene i suoi compiti siano stati svolti da altre agenzia quali Police Information Technology Organisation (PITO), il Centrex, alcuni tipi di Home Office e l'Association of Chief Police Officers